# خانه تاریخی بنی هاشمیان
خانه تاریخی  بنی هاشمیان در محور تاریخی شهر اصفهان ،واقع در خیابان عبدالرزاق سه راه حکیم است ، که در حین انجام عملیات مرمتی دیوار کهن شهر اصفهان باروی شهراصفهان  در آن یافت شد . این بارو پس از سال ها تحقیق و برسی توسط معمار و باستان شناس  این پروژه کشف گردید و در حال حاضر  این اثر هزار و چند ساله در حال مرمت و حفظ  است
در  خانه تاریخی بنی هاشمیان از چندین دوره معماری متفاوت ساخته شده که در حال حاضر در دست مرمت و بازسازی است.

## منبع
1. ↑  «کشف بخشی از حصار کهن شهر اصفهان». سعید قاسمی نژاد و عقیل عقیلی. پاییز1402. تاریخ وارد شده در |تاریخ= را بررسی کنید (کمک)